# Black Reel Awards
Black Reel Awards er en prisuddeling der har fundet sted siden 2000 og som uddeles årligt for at anerkende og fejre afroamerikanere indenfor filmbranchen, både dem foran og bag kameraerne.

## Kategorier
- Motion Pictures
  - Film
  - Actress
  - Actor
  - Supporting Actor
  - Supporting Actress
  - Best Breakthrough Performance
  - Best Director
  - Best Screenplay, Adapted or Original
  - Best Ensemble
  - Best Film Poster
  - Best Original Song
  - Best Original Soundtrack
  - Best Score

## Ekstern henvisning
- Officiel hjemmeside

| Film | Spire Denne filmartikel er en spire som bør udbygges. Du er velkommen til at hjælpe Wikipedia ved at udvide den. |